# Districtul Weilheim-Schongau
Districtul Weilheim-Schongau este un district rural (germană: Landkreis) din regiunea administrativă Bavaria Superioară, landul Bavaria, Germania.

## Orașe și comune
| orașe 1. Penzberg (16.126) 2. Schongau (12.449) 3. Weilheim i.OB (21.536) comune (târg) 1. Peißenberg (12.503) 2. Peiting (11.924) | comune 1. Altenstadt (3.326) 2. Antdorf (1.111) 3. Bernbeuren (2.303) 4. Bernried am Starnberger See (2.179) 5. Böbing (1.696) 6. Burggen (1.683) 7. Eberfing (1.284) 8. Eglfing (970) 9. Habach (1.052) 10. Hohenfurch (1.479) 11. Hohenpeißenberg (3.977) 12. Huglfing (2.454) 13. Iffeldorf (2.559) 14. Ingenried (870) 15. Oberhausen (2.131) 16. Obersöchering (1.481) 17. Pähl (2.418) 18. Polling (3.247) 19. Prem (914) 20. Raisting (2.196) 21. Rottenbuch (1.790) 22. Schwabbruck (911) 23. Schwabsoien (1.327) 24. Seeshaupt (2.885) 25. Sindelsdorf (1.065) 26. Steingaden (2.748) 27. Wessobrunn (2.065) 28. Wielenbach (3.143) 29. Wildsteig (1.232) |

## Vezi și

Harta districtului